# مهمانی (ترانه گرلز جنریشن)
«مهمانی» (انگلیسی: Party) ترانه‌ای از گروه دخترانهٔ اهل کره جنوبی، گرلز جنریشن است که برای پنجمین آلبوم استدیویی کره‌ای آن‌ها در سال ۲۰۱۵ ضبط شد. این ترانه به عنوان تک‌آهنگ اصلی آلبوم و توسط اس.ام. انترتینمنت در ۷ ژوئیه ۲۰۱۵ منتشر شد. چو یون کیونگ این ترانه را سرود و موسیقی آن توسط آلبی آلبرتسون، کریس یانگ و شین آگنس ساخته شد. «مهمانی» در سبک بابلگام پاپ و الکترپاپ است و در سازهای خود از سینث سایزر، گیتار و آتو-تون بهره می‌برد. برای تبلیغ ترانه و آلبوم، گرلز حنریشن «مهمانی» را در چندین برنامهٔ موسیقی کره جنوبی از جمله بانک موسیقی، نمایش! هستهٔ موسیقی و اینکی‌گایو اجرا کردند. نماهنگ این ترانه به کارگردانی هونگ وون‌کی، در تاریخ ۷ ژوئیه منتشر شد.
این ترانه به‌طور کلی نقدهای مطلوبی از منتقدان موسیقی دریافت کرد. آن‌ها سبک‌های جذاب موسیقی آن ستایش کردند و این ترانه را با «دختران کالیفرنیا» ساختهٔ کیتی پری و «شانس آوردن» از دفت پانک مقایسه کردند. از نظر تجاری، این ترانه در کره جنوبی موفقیت‌آمیز بود - نسخهٔ دیجیتالی آن در صدر نمودار دیجیتال گائون قرار گرفت، در حالی که نسخهٔ فیزیکی آن در نمودار آلبوم گائون در جایگاه دوم قرار گرفت. این ترانه تا دسامبر سال ۲۰۱۵ در کره جنوبی بیش از ۸۴۳٬۰۰۰ نسخه دیجیتالی فروخته‌است. این آهنگ همچنین در جدول ده آهنگ برتر ژاپن در رتبهٔ دهم و در آهنگ‌های دیجیتالی جهانی بیلبورد در رتبهٔ چهارم قرار گرفت.

## موسیقی و اشعار
«مهمانی» توسط جف بنجامین از مجلهٔ بیلبورد به عنوان آهنگی الکتروپاپ توصیف شده‌است. او ملودی گیتار این ترانه را با ملودی گیتاری که کیتی پری در ترانهٔ «دختران کالیفرنیا» استفاده کرده بود و آتو-تون «مهمانی» را با آتو-تون استفاده شده در آهنگ «شانس آوردن» از دفت پانک مقایسه کرد. در شبکهٔ فیوز، بنجامین خاطرنشان کرد که این آهنگ شامل گیتارهای «سرزنده»، سینث سایزرهای «بی پروا» و گوش‌ربای «جذاب» است. یک بازبین از مالایی ایمیل این آهنگ را به عنوان بابلگام پاپ «شاد» با فضایی شبیه به «دختران کالیفرنیا» و «تیک‌تاک» از کشا معرفی کرد. در شعر، «مهمانی» در مورد شبی دخترانه با دوستان است و در مورد نوشیدن سوجوی لیمویی، موهیتو و تکیلا صحبت می‌کند.

## فهرست آهنگ
| سی‌دی / دانلود دیجیتال | سی‌دی / دانلود دیجیتال | سی‌دی / دانلود دیجیتال | سی‌دی / دانلود دیجیتال                                                   | سی‌دی / دانلود دیجیتال       | سی‌دی / دانلود دیجیتال |
| شماره                 | نام                   | سراینده               | آهنگساز                                                                 | تنظیم                       | مدت                   |
| --------------------- | --------------------- | --------------------- | ----------------------------------------------------------------------- | --------------------------- | --------------------- |
| ۱.                    | «مهمانی»              | چو یون کونگ           | آلبی آلبرتسون کریس یانگ شین آگنس                                        | موساشی                      | ۳:۱۳                  |
| ۲.                    | «چک»                  | مافلای                | تدی رایلی لی هیون سونگ دومینیک رودریگز دانیل «اوبی» کلاین آنجلینا لارسن | رایلی لی رودریگز کلین لارسن | ۳:۲۶                  |
| ۳.                    | «مهمانی (بی‌کلام)»     |                       | آلبرتسون یانگ شین                                                       | موساشی                      | ۳:۱۳                  |
| مجموع مدت:            | مجموع مدت:            | مجموع مدت:            | مجموع مدت:                                                              | مجموع مدت:                  | ۹:۵۲                  |

## تاریخ انتشار
| منطقه        | تاریخ        | قالب           | توزیع کننده        |
| ------------ | ------------ | -------------- | ------------------ |
| استرالیا     | ۷ ژوئیه ۲۰۱۵ | دانلود دیجیتال | اس.ام.             |
| بلژیک        | ۷ ژوئیه ۲۰۱۵ | دانلود دیجیتال | اس.ام.             |
| کانادا       | ۷ ژوئیه ۲۰۱۵ | دانلود دیجیتال | اس.ام.             |
| فنلاند       | ۷ ژوئیه ۲۰۱۵ | دانلود دیجیتال | اس.ام.             |
| فرانسه       | ۷ ژوئیه ۲۰۱۵ | دانلود دیجیتال | اس.ام.             |
| آلمان        | ۷ ژوئیه ۲۰۱۵ | دانلود دیجیتال | اس.ام.             |
| ژاپن         | ۷ ژوئیه ۲۰۱۵ | دانلود دیجیتال | اس.ام.             |
| نیوزیلند     | ۷ ژوئیه ۲۰۱۵ | دانلود دیجیتال | اس.ام.             |
| نروژ         | ۷ ژوئیه ۲۰۱۵ | دانلود دیجیتال | اس.ام.             |
| کره جنوبی    | ۷ ژوئیه ۲۰۱۵ | دانلود دیجیتال | اس.ام.             |
| انگلستان     | ۷ ژوئیه ۲۰۱۵ | دانلود دیجیتال | اس.ام.             |
| ایالات متحده | ۷ ژوئیه ۲۰۱۵ | دانلود دیجیتال | اس.ام.             |
| کره جنوبی    | ۸ ژوئیه ۲۰۱۵ | سی دی          | اس.ام. کی‌تی میوزیک |